# 卡薩布蘭卡島
64°49′S 63°31′W / 64.817°S 63.517°W
卡薩布蘭卡島（Casabianca Island），是南極洲的島嶼，處於達莫角東北面1公里，屬於帕默群島的一部分，由讓-巴蒂斯特·夏古率領的法國探險隊發現，現時由南極條約體系管理。